# Henan Nuzi Paiqiu Dui 2013-2014
Questa voce raccoglie le informazioni riguardanti lo Henan Nuzi Paiqiu Dui nelle competizioni ufficiali della stagione 2013-2014.

## Organigramma societario
Area tecnica
- Allenatore: Li Bin
- Assistente allenatore: Liu Qing, Chen Yongming

## Rosa
| N° | Nome           | Ruolo | Data di nascita  | Nazionalità sportiva |
| -- | -------------- | ----- | ---------------- | -------------------- |
| 1  | Huo Xuan       | C     | 27 gennaio 1988  | Cina                 |
| 2  | Wang Qian      | S/O   | 6 gennaio 1986   | Cina                 |
| 3  | Sun Qiongge    | S     | 16 ottobre 1993  | Cina                 |
| 4  | Zhong Manying  | L     | 19 gennaio 1994  | Cina                 |
| 5  | Zhu Ting       | S     | 29 novembre 1991 | Cina                 |
| 6  | Huang Ruilei   | C     | 8 maggio 1996    | Cina                 |
| 7  | Hu Dandan      | P     | 3 gennaio 1994   | Cina                 |
| 8  | Xiao Linyue    | P     | 24 dicembre 1994 | Cina                 |
| 9  | Yang Fengqi    | S     | 5 gennaio 1996   | Cina                 |
| 10 | Wang Lei       | L     | 6 marzo 1989     | Cina                 |
| 11 | Li Weiwei      | C     | 17 novembre 1994 | Cina                 |
| 12 | Fan Xiangchen  | S/O   | 8 luglio 1993    | Cina                 |
| 13 | Yang Jing      | P     | 8 ottobre 1992   | Cina                 |
| 14 | Zhang Ying     | S     | 6 dicembre 1990  | Cina                 |
| 15 | Wang Ting      | C     | 9 novembre 1984  | Cina                 |
| 16 | Zhang Li       | S/O   | 12 agosto 1994   | Cina                 |
| 17 | Zhang Tingting | S     | 29 luglio 1991   | Cina                 |
| 18 | He Ruobing     | C     | 4 settembre 1993 | Cina                 |